# Суньига, Хуан
Хуа́н Ками́ло Су́ньига Моске́ра (исп. Juan Camilo Zúñiga Mosquera; род. 14 декабря 1985[…], Чигородо, Антьокия) — колумбийский футболист, правый защитник.

## Карьера
Хуан Суньига начал карьеру в клубе «Атлетико Насьональ» в 2002 году. Он выступал в этом клубе 7 лет, проведя 123 матча и забив 9 голов на национальном уровне и 17 игр в южноамериканских турнирах. Трижды Суньига выигрывал с клубом чемпионат Колумбии.
20 июня 2008 года Суньига перешёл в итальянский клуб «Сиена», которому предпочёл аргентинскую «Боку Хуниорс». Сумма трансфера составила 1,5 млн евро. За «Сиену» Суньига провёл 1 сезон, выступив в 29 играх. Удачная игра колумбийца привлекла к нему внимание нескольких ведущих клубов Италии, среди которых были «Ювентус», «Фиорентина», «Лацио», «Дженоа» и «Удинезе».
26 июня 2009 года Суньига перешёл в «Наполи», заключив контракт на 5 лет. Сумма трансфера составила 8,5 млн евро плюс половина прав на Эммануэле Калайо. 23 августа Суньига дебютировал в составе клуба в матче с «Палермо», заменив Хесуса Датоло. Всего в первом сезоне в клубе он провёл 22 матча, из которых только в 14 выходил в стартовом составе.
В сезоне 2011/12 Суньига вытеснил из основного состава на левом фланге Андреа Доссену и стал одним из ключевых игроков «Наполи». Помимо этого южноамериканец записал в свой актив два красивых мяча, которые он забивал дальними ударами из-за пределов штрафной площади в ворота «Дженоа» и «Ромы».
13 января 2016 года Суньига был отдан в аренду до конца сезона 2015/2016 клубу «Болонья».
16 июля 2016 года было объявлено о переходе Суньиги на правах аренды в «Уотфорд» до конца сезона 2016/2017.
Летом 2018 года Суньига объявил о завершении игровой карьеры.

## Международная карьера
Международную карьеру Суньига начал с молодёжной сборной Колумбии, в составе которой играл на молодёжном чемпионате мира в 2005 году, где колумбийцы дошли до 1/8 финала.
9 марта 2005 года Суньига дебютировал в составе первой сборной в товарищеской игре с США, проигранной 0:3. В 2007 году Суньига выступал со сборной на Кубке Америки, где провёл 1 игру.
4 июля 2014 года Хуан сломал позвонок футболисту сборной Бразилии Неймару.

## Матчи за сборную
| №  | Дата             | Оппонент         | Счёт           | Голы | Соревнование              |
| -- | ---------------- | ---------------- | -------------- | ---- | ------------------------- |
| 1  | 9 марта 2005     | США              | 0:3            | —    | Товарищеский матч         |
| 2  | 9 мая 2007       | Панама           | 4:0            | —    | Товарищеский матч         |
| 3  | 5 июля 2007      | США              | 1:0            | —    | Кубок Америки 2007        |
| 4  | 13 октября 2007  | Бразилия         | 0:0            | —    | Отборочный турнир ЧМ-2010 |
| 5  | 26 марта 2008    | Гондурас         | 1:2            | —    | Товарищеский матч         |
| 6  | 14 июня 2008     | Перу             | 1:1            | —    | Отборочный турнир ЧМ-2010 |
| 7  | 18 июня 2008     | Эквадор          | 0:0            | —    | Отборочный турнир ЧМ-2010 |
| 8  | 20 августа 2008  | Эквадор          | 0:1            | —    | Товарищеский матч         |
| 9  | 6 сентября 2008  | Уругвай          | 0:1            | —    | Отборочный турнир ЧМ-2010 |
| 10 | 10 сентября 2008 | Чили             | 0:4            | —    | Отборочный турнир ЧМ-2010 |
| 11 | 11 октября 2008  | Парагвай         | 0:1            | —    | Отборочный турнир ЧМ-2010 |
| 12 | 15 октября 2008  | Бразилия         | 0:0            | —    | Отборочный турнир ЧМ-2010 |
| 13 | 19 ноября 2008   | Нигерия          | 1:0            | —    | Товарищеский матч         |
| 14 | 11 февраля 2009  | Республика Гаити | 2:0            | —    | Товарищеский матч         |
| 15 | 28 марта 2009    | Боливия          | 2:0            | —    | Отборочный турнир ЧМ-2010 |
| 16 | 31 марта 2009    | Венесуэла        | 0:2            | —    | Отборочный турнир ЧМ-2010 |
| 17 | 6 июня 2009      | Аргентина        | 0:1            | —    | Отборочный турнир ЧМ-2010 |
| 18 | 10 июня 2009     | Перу             | 1:0            | —    | Отборочный турнир ЧМ-2010 |
| 19 | 5 сентября 2009  | Эквадор          | 2:0            | —    | Отборочный турнир ЧМ-2010 |
| 20 | 10 октября 2009  | Чили             | 2:4            | —    | Отборочный турнир ЧМ-2010 |
| 21 | 27 мая 2010      | ЮАР              | 1:2            | —    | Товарищеский матч         |
| 22 | 3 сентября 2010  | Венесуэла        | 2:0            | —    | Товарищеский матч         |
| 23 | 7 сентября 2010  | Мексика          | 0:1            | —    | Товарищеский матч         |
| 24 | 8 октября 2010   | Эквадор          | 1:0            | —    | Товарищеский матч         |
| 25 | 12 октября 2010  | США              | 0:0            | —    | Товарищеский матч         |
| 26 | 9 февраля 2011   | Испания          | 0:1            | —    | Товарищеский матч         |
| 27 | 26 марта 2011    | Эквадор          | 2:0            | —    | Товарищеский матч         |
| 28 | 29 марта 2011    | Чили             | 0:2            | —    | Товарищеский матч         |
| 29 | 2 июля 2011      | Коста-Рика       | 1:0            | —    | Кубок Америки 2011        |
| 30 | 6 июля 2011      | Аргентина        | 0:0            | —    | Кубок Америки 2011        |
| 31 | 10 июля 2011     | Боливия          | 2:0            | —    | Кубок Америки 2011        |
| 32 | 16 июля 2011     | Перу             | 0:2 (доп. вр.) | —    | Кубок Америки 2011        |
| 33 | 3 сентября 2011  | Гондурас         | 2:0            | —    | Товарищеский матч         |
| 34 | 6 сентября 2011  | Ямайка           | 2:0            | —    | Товарищеский матч         |
| 35 | 11 октября 2011  | Боливия          | 2:1            | —    | Отборочный турнир ЧМ-2014 |
| 36 | 15 ноября 2011   | Аргентина        | 1:2            | —    | Отборочный турнир ЧМ-2014 |
| 37 | 29 февраля 2012  | Мексика          | 2:0            | —    | Товарищеский матч         |
| 38 | 10 июня 2012     | Эквадор          | 0:1            | —    | Отборочный турнир ЧМ-2014 |
| 39 | 7 сентября 2012  | Уругвай          | 4:0            | 1    | Отборочный турнир ЧМ-2014 |
| 40 | 11 сентября 2012 | Чили             | 3:1            | —    | Отборочный турнир ЧМ-2014 |
| 41 | 12 октября 2012  | Парагвай         | 2:0            | —    | Отборочный турнир ЧМ-2014 |
| 42 | 6 февраля 2013   | Гватемала        | 4:1            | —    | Товарищеский матч         |
| 43 | 22 марта 2013    | Боливия          | 5:0            | —    | Отборочный турнир ЧМ-2014 |
| 44 | 26 марта 2013    | Венесуэла        | 0:1            | —    | Отборочный турнир ЧМ-2014 |
| 45 | 7 июня 2013      | Аргентина        | 0:0            | —    | Отборочный турнир ЧМ-2014 |
| 46 | 11 июня 2013     | Перу             | 2:0            | —    | Отборочный турнир ЧМ-2014 |
| 47 | 14 августа 2013  | Сербия           | 1:0            | —    | Товарищеский матч         |
| 48 | 6 сентября 2013  | Эквадор          | 1:0            | —    | Отборочный турнир ЧМ-2014 |
| 49 | 10 сентября 2013 | Уругвай          | 0:2            | —    | Отборочный турнир ЧМ-2014 |
| 50 | 31 мая 2014      | Сенегал          | 2:2            | —    | Товарищеский матч         |
| 51 | 6 июня 2014      | Иордания         | 3:0            | —    | Товарищеский матч         |
| 52 | 14 июня 2014     | Греция           | 3:0            | —    | Чемпионат мира 2014       |
| 53 | 19 июня 2014     | Кот-д’Ивуар      | 2:1            | —    | Чемпионат мира 2014       |
| 54 | 28 июня 2014     | Уругвай          | 2:0            | —    | Чемпионат мира 2014       |
| 55 | 4 июля 2014      | Бразилия         | 1:2            | —    | Чемпионат мира 2014       |
| 56 | 5 сентября 2014  | Бразилия         | 0:1            | —    | Товарищеский матч         |
| 57 | 14 октября 2014  | Канада           | 1:0            | —    | Товарищеский матч         |
| 58 | 6 июня 2015      | Коста-Рика       | 1:0            | —    | Товарищеский матч         |
| 59 | 14 июня 2015     | Венесуэла        | 0:1            | —    | Кубок Америки 2015        |
| 60 | 17 июня 2015     | Бразилия         | 1:0            | —    | Кубок Америки 2015        |
| 61 | 26 июня 2015     | Аргентина        | 0:0 (4:5 пен.) | —    | Кубок Америки 2015        |

Итого: сыграно матчей: 61 / забито голов: 1; победы: 31, ничьи: 8, поражения: 22.

## Достижения
Атлетико Насьональ
- Чемпион Колумбии (3): 2005(Ап), 2007(Ап), 2007(Ф)

Наполи
- Обладатель Кубка Италии (2): 2011/12, 2013/14